# Jon Aaraas
Jon Aaraas (* 10. März 1986 in Oslo) ist ein ehemaliger norwegischer Skispringer.

## Werdegang
Aaraas sprang für den norwegischen Verein Ready/Kollenhopp. Im Skisprung-Continental-Cup startete er erstmals in der Saison 2002/03 auf der Toni-Seelos-Olympiaschanze in Seefeld in Tirol, wo er den 14. Platz belegte. Seine erste Saison schloss er auf dem 158. Platz der Gesamtwertung ab. In seiner dritten Saison konnte er sich den 10. Platz der Gesamtwertung sichern, sein größter Erfolg. Sein Weltcup-Debüt feierte er am 5. Februar 2005 im japanischen Sapporo. Am 27. Januar 2008 konnte er mit einem 19. Platz in Zakopane seine beste Weltcup-Platzierung erringen, am Ende erreichte er mit dem 51. Rang sein bestes Weltcup-Gesamtergebnis. Im Sommer 2009 erreichte er mit einem elften Platz in Hakuba das beste Sommer-Grand-Prix-Ergebnis seiner Karriere. In der Saison 2009/10 und der Saison 2010/11 startete er nur noch im Continental Cup. Seine Einsätze wurden immer seltener. 2010 ging er bei vier Wettbewerben an den Start (Iron Mountain, 1 Wettbewerb, Kranj, 2 und Oslo, 1), 2011 nur noch in Vikersund, wo er die Plätze 15 und 33 belegte.
2011 gab er bekannt, seine Karriere zu beenden.

## Erfolge

### Nationale Meisterschaften
| Norwegische Junioren-Meisterschaften | Norwegische Junioren-Meisterschaften | Norwegische Junioren-Meisterschaften | Norwegische Junioren-Meisterschaften |
| ------------------------------------ | ------------------------------------ | ------------------------------------ | ------------------------------------ |
| Gold                                 | 2003 Molde und Rena                  | Gold im Einzel Normalschanze         |                                      |
| Gold                                 | 2004 Trondheim                       | Gold im Einzel Großschanze           |                                      |
| Gold                                 | 2004 Trondheim                       | Gold im Einzel Normalschanze         |                                      |

| Norwegische Sommer-Meisterschaften | Norwegische Sommer-Meisterschaften | Norwegische Sommer-Meisterschaften | Norwegische Sommer-Meisterschaften |
| ---------------------------------- | ---------------------------------- | ---------------------------------- | ---------------------------------- |
| Gold                               | 2005 Marikollen                    | Gold im Einzel Normalschanze       |                                    |

## Statistik

### Weltcup-Platzierungen
| Saison  | Platz | Punkte |
| ------- | ----- | ------ |
| 2006/07 | 77.   | 07     |
| 2007/08 | 51.   | 28     |
| 2008/09 | 87.   | 02     |

### Grand-Prix-Platzierungen
| Saison | Platz | Punkte |
| ------ | ----- | ------ |
| 2003   | 48.   | 07     |
| 2009   | 51.   | 24     |